# Sorab Bazylea
Sorab Bazylea, oficj. Serbischer Schachverein SORAB – szwajcarski klub szachowy z siedzibą w Bazylei.

## Historia
Klub został założony w 1991 roku. W 2002 roku zespół wygrał mistrzostwa Szwajcarii Północno-Zachodniej (NMM). W tym samym roku klub zadebiutował w Nationallidze A. Zespół zdobył wówczas wicemistrzostwo. W składzie Sorabu znajdowali się m.in. Wiktor Gawrikow, Olivier Renet i Dejan Pikula. W 2003 roku zespół zajął trzecie miejsce w lidze. W 2005 roku zespół spadł do Nationalligi B, jednak już rok później ponownie awansował do Nationalligi A. W 2007 roku Sorab po raz drugi zdobył wicemistrzostwo Nationalligi A. Po zakończeniu sezonu klub wycofał się z rozgrywek. W 2016 roku zespół uczestniczył w 1. Lidze, z której awansował do Nationalligi B. W latach 2017–2018 Sorab wygrał mistrzostwa NMM. W 2018 roku zespół spadł z Nationalligi B. W 2024 roku po raz czwarty klub wygrał mistrzostwo NMM.

## Arcymistrzowie w historii klubu
- Ognjen Cvitan[12]
- Wiktor Gawrikow[4]
- Ivan Ivanišević[13]
- Wadim Miłow[13]
- Dejan Pikula[4]
- Olivier Renet[4]
- Mihajlo Stojanović[14]